# Pansod-Moschee

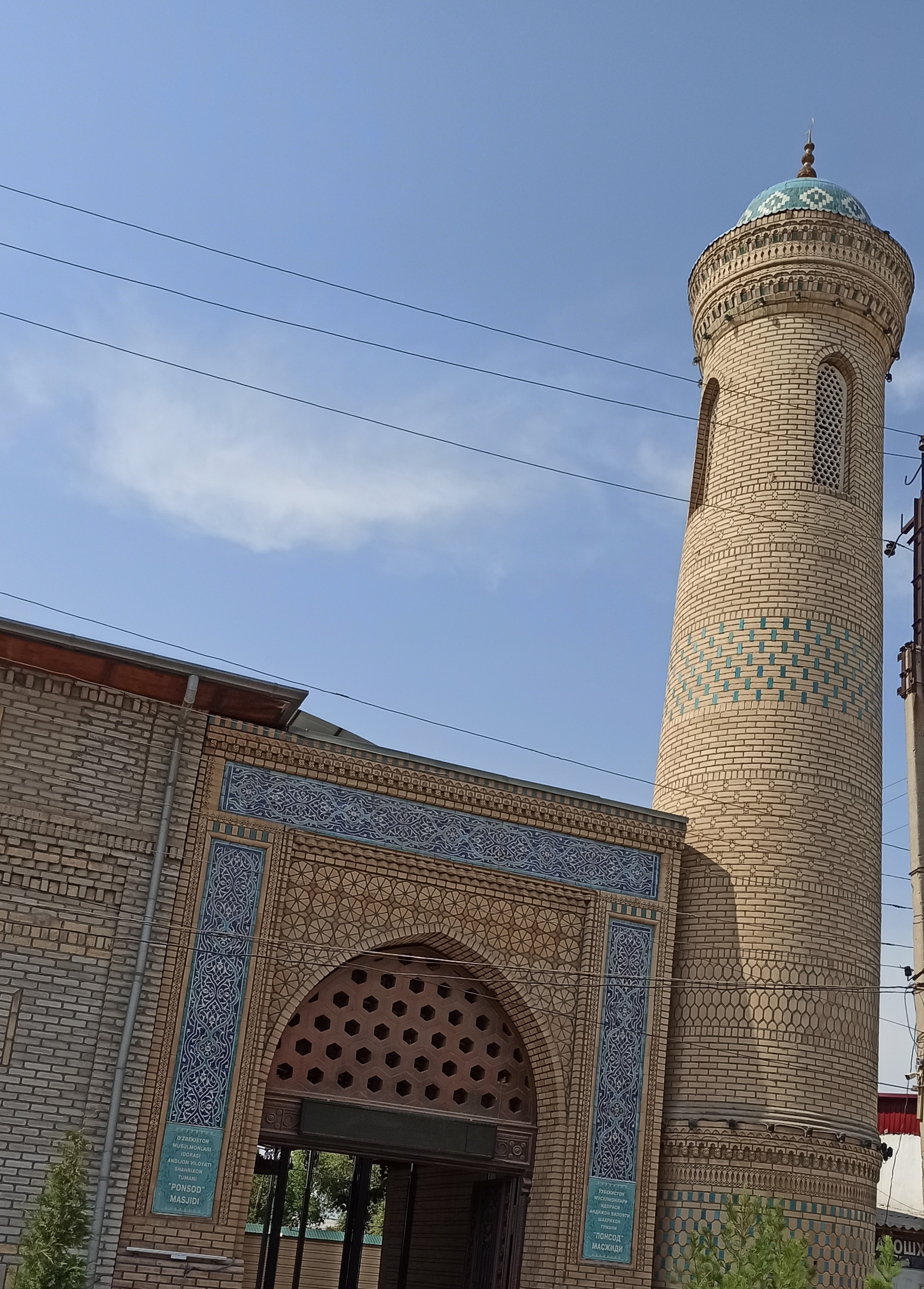
Pansod-Moschee in Shahrixon

Die Pansod-Moschee ist ein Architekturdenkmal in der Stadt Shahrixon, 27 km von Andijon (Usbekistan) entfernt. Sie wurde 1888 im orientalischen Stil erbaut und besteht aus einer Moschee, einem Raum für Salāt und einem Minarett.

## Geschichte
Die Moschee hat eine rechteckige Form und misst 31 × 12 Meter. Sie ist als 4-Säulen-Gebäude gebaut. Die Wände sind mit Spitzbögen verziert, die Decke wird von hölzernen Säulen getragen. Die Pansod-Moschee wurde im Jahr 1888 von lokalen Handwerkern gebaut und von Qoʻqon-Meistern verziert. Der Bau der Moschee ist mit dem Namen von Matis Pansod verbunden, einem Einwohner der Stadt, der von einer Hadsch-Reise zurückkehrte und die Moschee bauen ließ, um den Islam zu verbreiten.
In der Nähe der Moschee fanden verschiedene Ereignisse im Zusammenhang mit der Geschichte des Ferghanatals statt. Im Jahr 1916 begann der Aufstand in der Stadt Shahrixon in der Nähe der Moschee. Im Jahr 1919 wurden in der Moschee die Wahlen zum Revolutionskomitee und später die Wahlen zum Ersten Konstituierenden Kongress der Usbekischen SSR abgehalten. Während der Sowjetzeit stand die Moschee leer, da sich der Atheismus im Lande ausbreitete. In den 1930er Jahren schrieb jemand einen Appell an die Innenwand der Moschee, um den Verfall der Moschee zu verhindern. Eine Fotokopie dieser Inschrift gehört heute zu den Exponaten des Shahrixon-Museums.
Die Pansod-Moschee wurde 2019 in die Liste des materiellen Kulturerbes Usbekistans von nationaler Bedeutung aufgenommen.
Das Baudenkmal wird rekonstruiert. Der Salāt-Raum wurde restauriert, die Haupthalle und die Veranda wurden zusammengelegt, und das Dach wurde vollständig restauriert. In der Moschee wurden zwei 21 m hohe Minarette, ein orientalischer Bogen, ein Tor und ein Waschraum errichtet.